# Ninken
Ninken (jap.仁賢天皇,にんけんてんのう, Ninken-tennō), (38. godina cara Ingyōa/439. – 8. dan 8. mjeseca 11. godine cara Ninkena /498.). Bio je 24. japanski car  prema tradicijskom brojanju. Pripada Kofunskom razdoblju japanske povijesti. Imina koje je dobio je Ooshi (大脚, おおし).
Ne može se neki točni nadnevak pridijeliti njegovom vladanju, a konvencijski se uzima da je vladao od 488. do 498. godine., a prema japanskim izvorima, od 5. dana 1. mjeseca 1. godine cara Ninkena do 8. dana 8. mjeseca 11. godine cara Ninkena.
Bio je stariji brat cara Kenzōa. Bili su od iste majke. Kraljevićem je imenovan u 3. godini Seineijeva vladanja.
Smatra se da je Ninken vladao u kasnom 5. stoljeću, a mnogo je maglovitosti o njegovoj vladavini i nema dovoljno materijala za verifikaciju i proučavanje. U mladosti je nosio ime kraljević Oyoke. Zajedno s mlađim bratom, kraljevićem Wokeom, bio je vrlo prominentan kad je car Seinei umro bez nasljednika.
Kad je Seinei umro, nije imao drugih nasljednika do kraljeviće Ōkua i Okua, čijeg je oca ubio Yūryaku. Obojica su bili unuci cara Richūa. Obojica su bili u poziciji uspeti se na prijestolje kao pastorci cara Seineija, iako nije jasno jesu li bili "nađeni" za vrijeme Seineijeva života ili tek poslije toga.
U ovome je trenutku Oka htio da mu stariji brat postane car, ali je Ōke (Woke) odbio. Dvojica se nisu mogla dogovoriti. Visoki dostojanstvenici s dvora inzistirali su da jedan od braće prihvati prijestolje. Na kraju je Ōka bio nepopustljiviji. Oka je prihvatio prijestolje i naposljetku je Kenzō proglašen kao novi car, što je dalo odahnuti svim ljudima koji su izdržali to vrijeme neizvjesnosti.
Tako je Okyokeov mlađi brat, posmrtno poznat kao car Kenzo naslijedio prijestolje. Ovaj nekonvencijalni niz je suglasan s dogovorom ove dvojice braće.
Ninken je imao dvije carice i osam carskih sinova i kćeriju. Zabilježeno je dok su se braća Kenzo i Ninken borili za prijestolje, njihova je sestra skinuta s prijestolja, caria Iitoyo. Vladavina joj nije zabilježena u običnim carskim kronikama.
Ninken je oženio kćer cara Yūryakua, svoju drugu rođakinju Kasuga no Ōiratsume no Himemiko. Njihova kći Tashiraka poslije se udala za Keitaija, nasljednika ili mogućeg uzurpatora prijestolja nakon njena brata te je postala mati Kimmeija, budućeg monarha i pretka u ravnoj crti svih budućih monarha Japana. Spominje se još jedna kći, kraljevna Tachibana, za koju je zabilježeno da je postala suprugom Senke i mati kraljevne Iwahime, koja je postala supruga cara Kimmeija i rodila Bidatsua, budućeg monarha i izravnog pretka svih budućih japanskih vladara. Kći Kasuga no Yamada no Himemiko bila je supruga Ankana, sina Keitaija i Kasuge no Yamada no Himemiko.
Ninkena je naslijedio sin, koji je na prijestolje stupio kao car Buretsu.
Kenzōv ondašnji naslov izgleda da nije bio tennō, jer većina povjesničara smatra da taj naslov nije uveden sve do vladavina cara Tenmua i carice Jitō. Vjerojatnije je da je bio Sumeramikoto ili Amenoshita Shiroshimesu Ōkimi (治天下大王), što u prijevodu na hrvatski znači "veliki kralj koji vlada pod nebesima." Kao drugi mogući naslov kojim ga se oslovljavalo jest "Veliki kralj Yamatoa." (ヤマト大王/大君 - Yamato ōkimi).
Ninkenova palača nalazila se u Hirotaka no Miya u Isokanamiju u okrugu Yamanobeu, pokrajina Yamato.
Pravo mjesto Ninkenova groba nije poznato. Tradicijski ga se štuje u šintoističkom spomen-svetištu (misasagiju) kod Osake.
Uprava japanskog carskog dvora ovu lokaciju drži za Ninkenov mauzolej. Formalno je poznat kao Hanyū no Sakamoto no misasagi.

## Vanjske poveznice
- 15. svitak - carevi Seinei, Kenzō i Ninken  Arhivirana inačica izvorne stranice od 27. listopada 2014. (Wayback Machine)